# Allium semenovii
Allium semenovii là một loài thực vật có hoa trong họ Amaryllidaceae. Loài này được Regel mô tả khoa học đầu tiên năm 1868. Chúng thường được tìm thấy ở cao độ 2000–3000 m ở Tân Cương, Kazakhstan, Tajikistan, và Kyrgyzstan.